# Anastassyja Krawtschenko
Anastassyja Krawtschenko (ukrainisch Анастасия Кравченко, englisch Anastasiya Kravchenko; * 31. Juli 1983 in Donezk, Ukrainische SSR) ist eine ukrainische Tänzerin und Tanzsporttrainerin. Sie lebt in Berlin und war mit ihrem Partner Jesper Birkehoj mehrfache Deutsche Meisterin der Amateure in den lateinamerikanischen Tänzen.

## Leben
Anastassyja Krawtschenko kam Anfang 2000 als Tänzerin nach Deutschland. Sie startete auf Turnieren zunächst für Darmstadt, wechselte jedoch bereits im Herbst 2000 mit ihrem neuen Partner Jesper Birkehoj zum TSZ Calw e. V. Seit 2005 vertrat das Tanzpaar den TSC Astoria Karlsruhe e. V. auf nationalen Turnieren. 2009 wechselten Krawtschenko und Birkehoj zu den Professionals. Im August 2012 gab das Paar seinen Rückzug vom aktiven Tanzsport bekannt.
2007 nahm sie an der zweiten Staffel der RTL-Tanzshow Let’s Dance teil und tanzte mit Markus Majowski. Beide schieden in der vierten Sendung aus. Am 26. Oktober 2005 tanzte sie mit Stefan Raab in der Sendung TV total im Rahmen einer Tanzwoche einen Jive.

## Erfolge (Auswahl)
2003
- 2. Platz IDSF International Open in Kopenhagen
- 2. Platz IDSF International Open in Antwerpen

2004
- 1. Platz Kiev Open
- 2. Platz IDSF International Open in Leipzig
- 3. Platz IDSF International Open in Kopenhagen
- 1. Platz Holland Masters

2005
- 2. Platz Kiev Open
- 3. Platz IDSF International Open in Antwerpen

2006
- 2. Platz IDSF International Open auf Mallorca
- 3. Platz IDSF Open in Montreal

2007
- 3. Platz IDSF International Open Taipei
- 2. Platz IDSF International Open in Antwerpen
- 3. Platz IDSF Turnier in Macau
- 2. Platz Europa Dance Festival in Rust

2008
- 1. Platz IDSF International Open in Antwerpen

Auf nationaler Ebene war Krawtschenko mit Jesper Birkehoj von 2005 bis 2008 Deutscher Meister in der Hgr-S Latein. 2004 erreichten sie verletzungsbedingt nur den 3. Platz, 2001 bis 2003 den 2. Platz. Von 2001 bis 2008 waren sie ununterbrochen Landesmeister (Baden-Württemberg).